# Alexandru Zanne
Alexandru Zanne (Bucarest, 1821-Bucarest, 1880) fue un ingeniero, publicista, escritor y traductor rumano

## Biografía
Nacido en Bucarest el 20 de julio de 1821, estudió en el liceo Sf. Sava hasta 1842. Asistió a la escuela de ingeniería, dirigida por Lalanne, y en 1844, bajo la dirección del ingeniero Marsilion, trabajó en la instalación del primer alcantarillado de Bucarest.
En 1847 colaboró con Dimitrie Bolintineanu en el periódico Poporul suveran. Enviado como comisario por el gobierno revolucionario a Pitești en 1848, se exilió tan pronto como las tropas turcas entraron en Bucarest y fue internado primero en Constantinopla y luego en Bursa, donde trabajó como ingeniero hasta 1856. Durante esta etapa nació su hijo Iuliu Zanne. En 1856 Ion Ghica, entonces bey de Samos, lo llamó a esta isla, donde dirigió obras hasta 1859, cuando regresó a Rumania.
En Rumania fue nombrado jefe de la división de Obras Públicas (1859), luego ingeniero jefe de la ciudad (1862-1863) y director del Ministerio de Cultos (1863-64).También trabajó para Eforia Spitalelor Civile (1862-1867). Falleció en Bucarest el 7 de noviembre de 1880.
A. Zanne escribió Din prelutările (1845), Aritmetica elementară (1863), Monetarul (1868) y Sistemul metric (1878). Tradujo Los miserables de Victor Hugo (1862, junto con Bolintineanu y Costinescu) y Catilinarile lui Cicerone (1875) y colaboró en Albina Pindului y Calendarul geografic şi literar.